# 11547 Ґріссер
11547 Ґріссер (11547 Griesser) — астероїд головного поясу, відкритий 31 жовтня 1992 року.
Тіссеранів параметр щодо Юпітера — 3,529.